# Sân bay quốc tế Bangoka
Sân bay quốc tế Bangoka là một sân bay tại Kisangani, Cộng hòa Dân chủ Congo (IATA: FKI, ICAO: FZIC).

## Các chuuyến bay theo lịch trình
- Bravo Air Congo (Goma, Isiro, Kinshasa)
- Compagnie Africaine d'Aviation (Goma, Kindu, Kinshasa)
- Hewa Bora Airways (Beni, Goma, Kinshasa)
- Lignes Aeriennes Congolaises (Bunia, Kinshasa)
- Wimbi Dira Airways (Goma, Isiro, Kindu, Kinshasa)